# Franciszek I Thurzo
Franciszek I Thurzo (ur. 1515, zm. 1574) – szlachcic węgierski, biskup nitrzański, a następnie żupan orawski. Jeden z najznaczniejszych możnowładców górnowęgierskich XVI w.
Pochodził z węgierskiego rodu Thurzo von Bethlemfalva (z Betlanovec), który doszedł do znacznych majątków na wydobyciu i handlu miedzią. W 1534 r. krótko był żupanem orawskim, po czym jeszcze w tym samym roku – pomimo iż nie był wyświęconym księdzem – objął wysoko notowaną godność biskupa Nitry. W 1557 r. jednak zrzucił sakrę biskupią, ożenił się z Barbarą Kostkową i przeszedł na wyznanie luterańskie. Jego drugą małżonką była Katarzyna Zrińska (1548-1585, córka bana chorwackiego Nikoli Zrińskiego), z którą miał syna Jerzego, przyszłego palatyna Węgier.
Jeszcze jako biskup w 1556 r. objął ponownie funkcję żupana orawskiego, którą pełnił aż do śmierci. Już w 1556 r. podjął rozbudowę siedziby żupy – Zamku Orawskiego. Odbudował opustoszały zamek górny oraz wydatnie rozszerzył część mieszkalną kompleksu, dając wystawić okazały, renesansowy tzw. Pałac Thurzonów. Zasłużył się również w akcji kolonizacji Orawy, lokując szereg nowych wsi. W 1563 r. kupił feudalne „państwo” bytczańskie, gdzie w 1571 r. kazał na miejscu starego gotyckiego zamku wznieść nową budowlę obronną. Ostatecznego wyglądu tej okazałej, renesansowej rezydencji już nie doczekał, umierając krótko przed ukończeniem budowy.